# Acanthochondria deltoideus
Acanthochondria deltoideus är en kräftdjursart. Acanthochondria deltoideus ingår i släktet Acanthochondria och familjen Chondracanthidae. Inga underarter finns listade i Catalogue of Life.